# Led
Led je voda u čvrstom agregatnom stanju. 
Pri temperaturi od 0°C voda pod normalnim tlakom prelazi u čvrsto stanje. Pri smrzavanju volumen vode u ledenom stanju povećava se za otprilike 1/9.
Zato se led smatra jednim od najjačih prirodnih mehaničkih uzroka drobljenja stijena. Opetovanim zamrzavanjem u porama stijena iste se šire, postaju pukotine dok na kraju ne razlome stijenu.
Led se nalazi u velikim količinama oko Zemaljinih polova i na visokim gorama te ga se može smatrati krutinom koja oblikuje reljef gotovo poput stijena stijenom (Arktik, Antarktik, ledenjaci). Odlamanjem velikih komada polarnog leda nastaju ledeni brijegovi koji mogu otplutati i na relativno niže (ispod 50 stupnjeva) geografske širine.
No, led nije samo svojstvo vode kao krutine. U stvari takva vrsta leda naziva se vodeni led. gotovo svaki plinoviti spoj može pri određenim temperaturama i tlaku postići stanje leda. U Svemiru je poznato postojanje vodenog leda, no znatno češće su pojave npr. metanskog leda na Plutonu ili amonijevog leda na nešto bližem Uranu.